# Бичко Тарас
Бичко Тарас Зіновійович (нар. 1987, м. Львів) — український фотохудожник. Член Національної спілки фотохудожників України (2017), Української асоціації професійних фотографів.

## Життєпис
Тарас Бичко народився 16 червня 1987 року в місті Львові.
Фотографією захопився у 2016 році. Від 2020 — куратор фотопроєктів Львівського муніципального мистецького центру.
Творить у жанрах документальної та художньої фотографії. Учасник міжнародного вуличного колективу «Little Box Collective», співзасновник групи «Українська вулична фотографія». Роботи публікувалися в «The Guardian», «LFI», «Burn Magazine», «National Geographic», «Lens Culture», «Fisheye Magazine» та інших; увійшли до книг «100 Great Street Photographs» (2017, Велика Британія), «Stuck in here» (2022, Франція), «Спалах» (2024, Україна).
Автор книг:
- «Сихів» (Львів, 2020)[2];
- «Дві кімнати» (Львів, 2021)[2][4][5].

## Виставки

### Персональні виставки
- 2014 — До світла, Львівський історичний музей, Львів, Україна[1];
- 2018 — В пошуках світла, Галерея «Українського дому», Варшава, Польща[1];
- 2020 — СценоГРАФ, Галерея Сценографії, Львів, Україна[1];
- 2021 — Близько, Львівський муніципальний центр мистецтв, Львів, Україна[6];
- 2022 — Дві кімнати, Галерея «Дзиґа», Львів, Україна[1];
- 2022 — Близько, Мала галерея Мистецького арсеналу, Київ, Україна[1];
- 2022 — В пошуках світла, Галерея «Бімбо», Київ, Україна[1];
- 2022 — Виставковий проєкт «Укриття», фотовиставка «Тил», Львівський муніципальний мистецький центр, Львів, Україна[1];
- 2022 — Поза часом, Trinity Art Centre, Велика Британія[1];
- 2023 — Поза часом, Львівський муніципальний центр мистецтв, Львів, Україна[7];
- 2024 — Royal Tunbridge Wells, Амелія Скотт, Велика Британія[1].

### Колективні виставки
Учасник понад 50 колективних виставок.
Вибрані:
- 2021 — Чутливість. Сучасна українська фотографія, «Мистецький Арсенал», Київ, Україна;
- 2022 — OntheEdgeFest, Таллінн, Естонія;
- 2022 — WarDiaries, 8th International Photo Festivalin Suwon, Корея;
- 2022 — Спалах. Українська фотографія сьогодні, «Український дім», Київ, Україна;
- 2022 — Україна. Під іншим небом, Центр сучасного мистецтва «Уяздовський замок», Варшава, Польща[8].

## Нагороди
- Львівська обласна премія імені Василя Пилип'юка (2022) — за створення виставкових проєктів у 2021—2022 роках та популяризацію українського фотомистецтва у світі[9];
- переможець Української національної премії «Фотограф року» у номінації «Вулична фотографія» (2016)[1];
- фіналіст Міжнародного конкурсу «Miami Street Photo Festival» (2016, 2017, 2018, США)[1];
- переможець Української національної премії «Фотограф року» у номінації «Натюрморт» (2016)[1];
- фіналіст Міжнародного конкурсу «Eastreet 4 — photography of Eastern Europe» (2017, Польща)[1];
- фіналіст Міжнародного конкурсу «Odesa / Batumi Photodays» (2017, Грузія)[1];
- переможець Міжнародного конкурсу «Documentary Family Awards» (2018, США)[1];
- фіналіст Міжнародного конкурсу «Leica Street Photo» (2018, Польща)[1];
- фіналіст Міжнародного конкурсу «Street Sans Frontières» (2018, Франція)[1];
- фіналіст Міжнародного конкурсу «Life Framer» (2022, США)[1];
- переможець Міжнародного конкурсу «Life Framer» (2022, США)[1];
- переможець Міжнародного конкурсу «reFocusAwards» (2022, США)[1];
- II місце Міжнародного конкурсу «International Photography Awards» (2022, США)[10].